# كيراتين خلوي

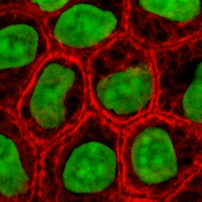
خيوط كيراتينة متوسطة في خلايا النسيج الطلائي (الخيوط الحمراء)

الكيراتينات الخلوية (بالإنجليزية: Cytokeratins)‏ هي بروتينات كيراتينية تُوجد في الهيكل الخلوي داخل السيتوبلازم في النسيج الطلائي، وتعتبر جزءًا مهمًا من الخيوط المتوسطة والتي تساعد على تحمل الخلية للضغط الميكانيكي.

## روابط خارجية
- Cytokeratin في المكتبة الوطنية الأمريكية للطب نظام فهرسة المواضيع الطبية (MeSH).